# ماسيميليانو مارسيلي
ماسيميليانو مارسيلي (بالإيطالية: Massimiliano Marsili)‏ (14 يوليو 1987 بروما في إيطاليا - ) هو لاعب كرة قدم إيطالي في مركز الوسط. شارك مع منتخب إيطاليا تحت 18 سنة لكرة القدم ومنتخب إيطاليا تحت 19 سنة لكرة القدم ومنتخب إيطاليا تحت 20 سنة لكرة القدم. أما مع النوادي، فقد لعب مع نادي روما ونادي مودينا وFC Matera ‏ وكوسينزا كالشيو وBrindisi FC ‏ وASD Martina Calcio 1947 ‏ وFidelis Andria 2018 ‏ ونادي تارانتو 1927 وإيه جي نوسرينا 1910 ‏.

## روابط خارجية
- ماسيميليانو مارسيلي على موقع قاعدة بيانات كرة القدم.إي يو (الإنجليزية)
- ماسيميليانو مارسيلي على موقع Soccerway.com (الإنجليزية)
- ماسيميليانو مارسيلي على موقع عالم كرة القدم.نت (الإنجليزية)